# Estación de Chelles - Gournay
La estación de Chelles - Gournay es una estación ferroviaria francesa situada en la comuna Chelles, cerca de Gournay, en el departamento de Seine-et-Marne, al este de París. Pertenece a la línea E de la Red Exprés Regional, más conocida como RER y a la línea P del Transilien, nombre comercial empleado por la SNCF para denominar su red de trenes de cercanías en la región parisina.

## Historia
Fue inaugurada el 5 de julio de 1849 por la Compañía de los Ferrocarriles de París a Estrasburgo tras poner en marcha el tramo París - Meaux. Buscando una construcción rápida y económica fue realizada en madera, como todas las estaciones de ese tramo. En 1857 fue reconstruida en piedra. 
En 1999, la estación fue integrada dentro de la línea línea E del RER configurándose como el terminal de su ramal E2.
En 2007, sufrió una gran transformación con la llegada de la línea de alta velocidad LGV Este. La distribución de las vías fue totalmente modificada incorporando 2 vías más sin andén, y el edificio para viajeros reconstruido.

## Descripción
La estación se compone de dos andenes centrales y de cuatro vías. Dos más, de alta velocidad, cruzan la estación. 
Tiene presencia comercial toda la semana, taquillas y máquinas expendedoras de billetes, paneles con información en tiempo real, así como kiosco, teléfono y servicios de fotografía. Además está adaptada a las personas con discapacidad. 
La estación dispone de dos accesos a la misma situados al este y al oeste de las vías.

## Servicios ferroviarios
- Línea E del RER a razón de 4 trenes por hora, 8 en hora punta.
- Línea P del Transilien, a razón de 2 trenes por hora, 4 en hora punta.